# Donald Andrew Russell
Donald Andrew Frank Moore Russell FBA (* 13. Oktober 1920; † 9. Februar 2020) war ein britischer Altphilologe.

## Leben
Nach dem Besuch der King’s College School in Wimbledon studierte Russell Classics am Balliol College, Oxford. Während des Zweiten Weltkriegs diente er zunächst im Royal Corps of Signals (1941–1943), dann im Intelligence Corps (1943–1945). Nach dem Erwerb des D.Litt. war er von 1948 bis 1988 Fellow und Tutor in Classics am St John’s College. Von 1952 bis 1978 war er außerdem University lecturer in classical literature an der University of Oxford. 1971 wurde er zum Fellow der British Academy ernannt. 1978 wurde er zum Reader, 1985 zum Professor of classical literature an der Faculty of Classics der University of Oxford ernannt. 1981 hielt er die J. H. Gray Lectures an der University of Cambridge. 1985 nahm er ein visiting professorship an der University of North Carolina wahr, von 1989 bis 1991 an der Stanford University. Seit 1988 war er emeritus fellow am St John’s College und weiterhin in Forschung und Lehre aktiv. 2013 konnte er sein 65-jähriges Jubiläum als Fellow im Dienst des St John’s College begehen. Lediglich zwei Fellows erreichten in der Geschichte des College bisher ein höheres Dienstalter. Selbst im Alter von 93 Jahren hielt er immer noch Kurse in Latin prose composition (Sprach- und Stilübungen) für untergraduierte Studenten ab.
Russell war seit 1967 mit der Renaissance-Historikerin Joy Russell, geborene Joyceline Gledhill Dickinson (1919–1993), verheiratet.

## Forschungsschwerpunkte
Russell arbeitete vor allem editionsphilologisch zur griechischen und lateinischen Rhetorik (Menander Rhetor, Dion Chrysostomos, Libanios und Quintilian sowie zur rhetorischen Form der Deklamation), Ethik (Plutarch) und Literaturtheorie (Pseudo-Longinos, Plutarch, Pseudo-Herakleitos’ Homerische Probleme) der Kaiserzeit und Zweiten Sophistik. Zuletzt wirkte er noch an einer Übersetzung des neuplatonischen Philosophen Aeneas von Gaza und des spätantiken Bischofs und Kirchenhistorikers Zacharias von Mytilene mit.

## Schriften (Auswahl)
Monographien
- Plutarch. Duckworth, London 1972; Scribner 1973.
- Criticism in Antiquity. University of California Press, Berkeley and Los Angeles – Duckworth, London 1981, (online).
- Greek Declamation. Cambridge University Press, Cambridge 1983, (online).

Texteditionen und Übersetzungen
- (Hrsg.): Longinus On the Sublime. Edited with Introduction and Commentary by D. A. Russell. Clarendon Press, Oxford 1964.
- (Übers.): Longinus On the Sublime. Translated by D. A. Russell. Clarendon Press, Oxford 1965.
- (Hrsg., mit Michael Winterbottom): Ancient Literary Criticism. The Principal Texts in New Translations. Oxford University Press, Oxford 1972.
- (Hrsg., Übers., mit Nigel Guy Wilson): Menander Rhetor. Edited with Translation and Commentary by D. A. Russell and N. G. Wilson. Duckworth, London 1981.
- (Hrsg.): Anthology of Latin Prose. Compiled and Edited with an Introduction by D. A. Russell. Clarendon Press, Oxford 1990.
- (Hrsg.): Anthology of Greek Prose. Compiled and Edited with an Introduction by D. A. Russell. Clarendon Press, Oxford 1991. – Rez. von: Matthew R. Christ, in: Bryn Mawr Classical Review 03.01.09.
- (Hrsg.): Dio Chrysostom, Orations VII, XII, XXXVI. Cambridge University Press, Cambridge 1992.
- (Übers.): Plutarch: Selected Essays and Dialogues. Translated by D. A. Russell. Oxford University Press 1993.
- (Übers.): Aristotle: Poetics. Translated by Stephen Halliwell. Longinus: On the Sublime. Translated by W. H. Fyfe. Revised by Donald Russell. Demetrius: On Style. Translated by Doreen C. Innes, based on W. Rhys Roberts. Harvard University Press 1995 (Loeb Classical Library 199), (online).
- (Übers.): Libanius: Imaginary Speeches. A Selection of Declamations Translated with Notes. Duckworth, London 1996.
- (Hrsg., Übers.): Quintilian: The orator’s education. Edited and translated by Donald A. Russell. Volume I: Books 1-2; Volume II: Books 3-5; Volume III: Books 6-8; Volume IV: Books 9-10; Volume V: Books 11-12. Harvard University Press 2001 (Loeb Classical Library 124, 125, 126, 127, 494)
- (Hrsg., Übers., mit David Konstan): Heraclitus: Homeric problems. Edited and translated by Donald Andrew Russell and David Konstan. Society of Biblical Literature, Atlanta 2005, (online).
- (Hrsg., mit Richard Hunter): Plutarch: How to Study Poetry. Cambridge University Press 2011, (online). – Rez. von: David Sansone, in: Bryn Mawr Classical Review 2011.11.56; Casper C. de Jonge, in: Mnemosyne 66 (2013) 501-503, (online); Diotima Papadi, in: The Classical Review 63, 2013, S. 84–85, (online).
- (Übers., mit Sebastian Gertz, John Dillon): Aeneas of Gaza: Theophrastus, with Zacharias of Mytilene: Ammonius. Translated by Sebastian Gertz, John Dillon, Donald Russell (Ancient Commentators on Aristotle), Bristol Classical Press, 2012. ISBN 978-1-78093-209-5.
- mit Heinz-Günther Nesselrath: On Prophecy, Dreams and Human Imagination. Synesius, De insomniis. (SAPERE, Band 24). Mohr Siebeck, Tübingen 2014, ISBN 978-3-16-152419-6 (griechischer Text weitgehend nach der Ausgabe von Nicola Terzaghi, Rom 1944, sowie englische Übersetzung und begleitender Essay)

Herausgeberschaften
- (Hrsg.): Antonine Literature. Clarendon Press, Oxford 1990.